# USS Gravely
L'USS Gravely (DDG-107) est un destroyer de la classe Arleigh Burke en service dans l'US Navy nommé en l'honneur du vice-amiral Samuel L. Gravely Jr. (en). Mis en service en 2010, le navire participe à plusieurs déploiements à l'étranger.

## Construction
Le Gravely est le 57e destroyer de sa classe. Commandé le 13 septembre 2002, sa quille est posée le 26 novembre 2007 au chantier naval Ingalls Shipbuilding de Northrop Grumman Shipbuilding à Pascagoula, au Mississippi. Le Gravely est lancé le 30 mars 2009 en l'honneur du nom du vice-amiral Samuel L. Gravely Jr. (en). L'épouse de l'amiral, Alma Gravely, baptise le navire le 16 mai 2009 et en est le parraineur. L'amiral à la retraite J. Paul Reason fut le principal orateur de la cérémonie, qui s'est tenue dans les locaux de Northrop à Pascagoula. Le navire achève avec succès ses essais en mer en juin 2010. Mis en service à Wilmington (Caroline du Nord) le 20 novembre 2010, le Gravely est le 27e destroyer lance-missiles équipé système de combat Aegis.

## Historique

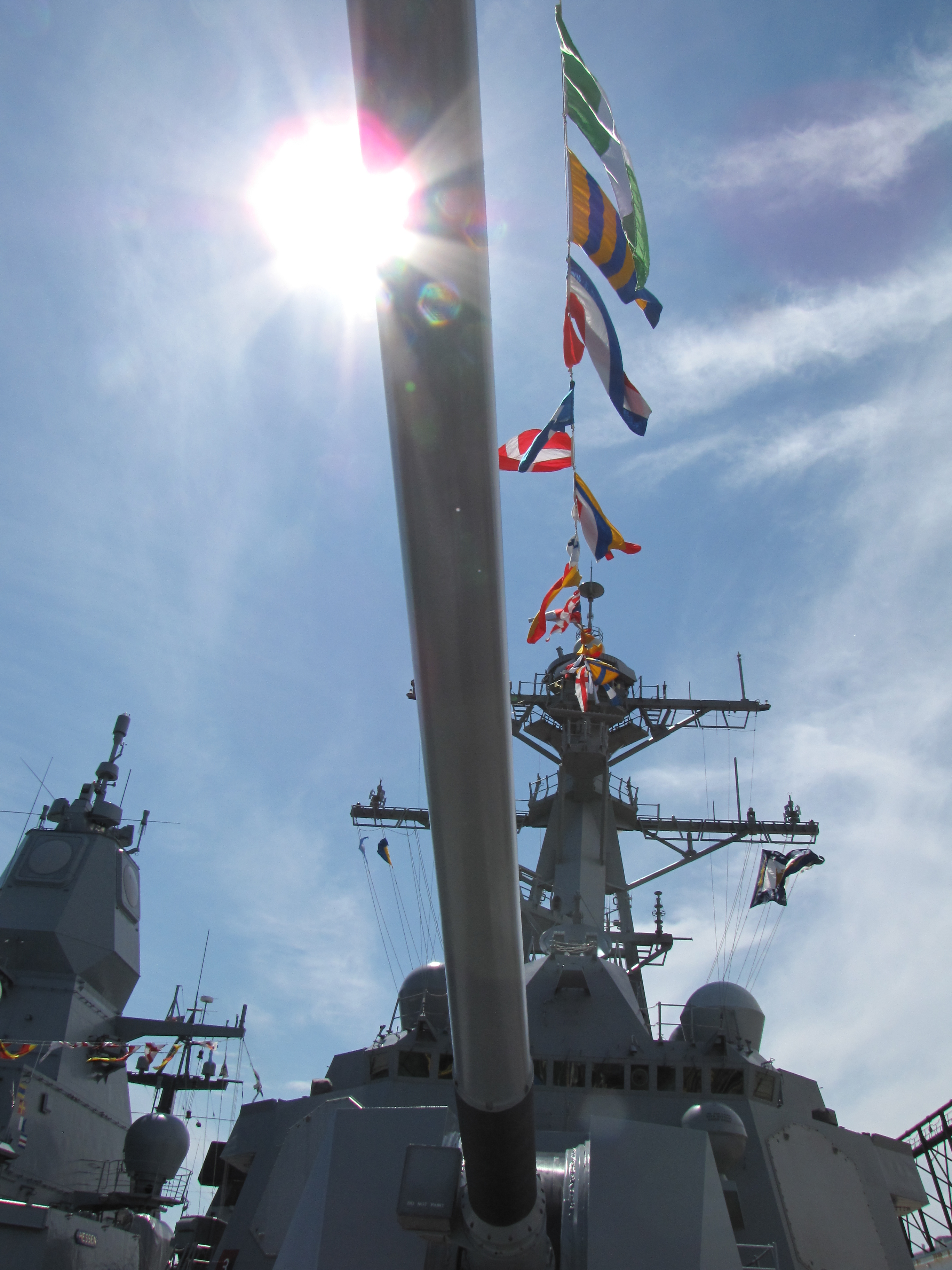
Canon de 5 pouces/62 calibres de l'USS Gravely. Photo prise lors de la Fleet Week 2012 à Boston. La superstructure d'un destroyer allemand se trouve à l'arrière-plan gauche.

Fin août 2013, avec ses navires jumeaux Mahan, Barry et Ramage, le Gravely est déployé dans l'est de la Méditerranée en réponse aux rumeurs croissantes d'une intervention militaire américaine imminente dans la guerre civile syrienne. Le 28 octobre 2013, les destroyers Gravely et Ramage répondent à un appel de détresse provenant d'un navire transportant des migrants situé à 300 km au large de Kalamata, en Grèce. Le 18 novembre 2013, Gravely retourne à la base navale de Norfolk, en Virginie, achevant son premier déploiement à l'étranger.
Le 28 mars 2016, Gravely fournit une assistance à l'USS Sirocco, qui a saisi un boutre apatride transportant des armes. Une fois les armes déchargées, le navire et son équipage sont relâchés. En juin 2016, alors qu'il escorte le porte-avions USS Harry S. Truman, le destroyer évite une collision avec une frégate de la marine russe, ce qui amène les responsables de la marine russe et américaine à s'accuser mutuellement de conduite dangereuse et non professionnelle. Le 11 mars 2019, dans le cadre du Carrier Strike Group Eight (CSG-8), le Gravely reçoit la récompense Meritorious Unit Commendation à l'appui de l'opération Inherent Resolve lors du déploiement 2015-2016.
Le 13 mai 2022, le Gravely participe à un entraînement PASSEX (en) avec les marines finlandaise et suédoise dans le nord de la mer Baltique. En mai 2022, il est rapatrié hors de la base navale de Norfolk et fait partie du Destroyer Squadron 28, avec le Carrier Strike Group 8 dirigé par l'USS Harry S. Truman.
Le 24 juin 2022, le Gravely retourne à Norfolk.

### OpérationGardien de la prospérité(2023-2025)
Le 14 octobre 2023, Lloyd Austin dirige l'USS Dwight D. Eisenhower et son groupe aéronaval, qui comprend le croiseur Philippine Sea, ainsi que le Gravely et les destroyers Laboon et Mason vers la Méditerranée orientale en réponse à la guerre à Gaza. Il s'agit du second groupe aéronaval déployé dans la région en réponse au conflit après le Gerald R. Ford et son groupe, dépêchés six jours plus tôt.
Le 30 décembre 2023, le porte-conteneurs danois Maersk Hangzhou émet un appel de détresse après avoir essuyé les tirs de quatre petits navires commandés par les rebelles Houthis du Yémen soutenus par l'Iran. Des tentatives d'abordages ont également lieu, tandis qu'une équipe de sécurité sous contrat défende le navire. Le Gravely et porte-avions Dwight D. Eisenhower répondent à un appel de détresse du porte-conteneurs. Des ordres verbaux sont transmis par radio aux navires Houthis, tandis que des hélicoptères de l'Eisenhower sont dépêchés. Après avoir essuyé des tirs d'armes légères, les hélicoptères de la marine américaine ripostent, coulant trois des quatre navires houthis. En réponse à l'appel de détresse, Gravely abat deux missiles balistiques antinavires tirés depuis le Yémen,.
Le 24 janvier 2024, trois missiles balistiques antinavires sont tirés par les Houthis vers le porte-conteneurs battant pavillon américain MV Maersk Detroit, transitant par le golfe d'Aden. Un missile est tombé en mer. Les deux autres missiles ont été engagés et abattus avec succès par l'USS Gravely. Le 30 janvier 2024, le Gravely utilise son système Phalanx pour abattre un missile de croisière antinavire tiré par les Houthis. Celui-ci s'était approché à moins d'un mile du destroyer.

### Retour dans l'Atlantique
Le 15 mars 2025, l'United States Northern Command le déploie dans le golfe du Mexique pour participer aux opérations de sécurité frontalière.